# Terroranschlag in London am 3. Juni 2017

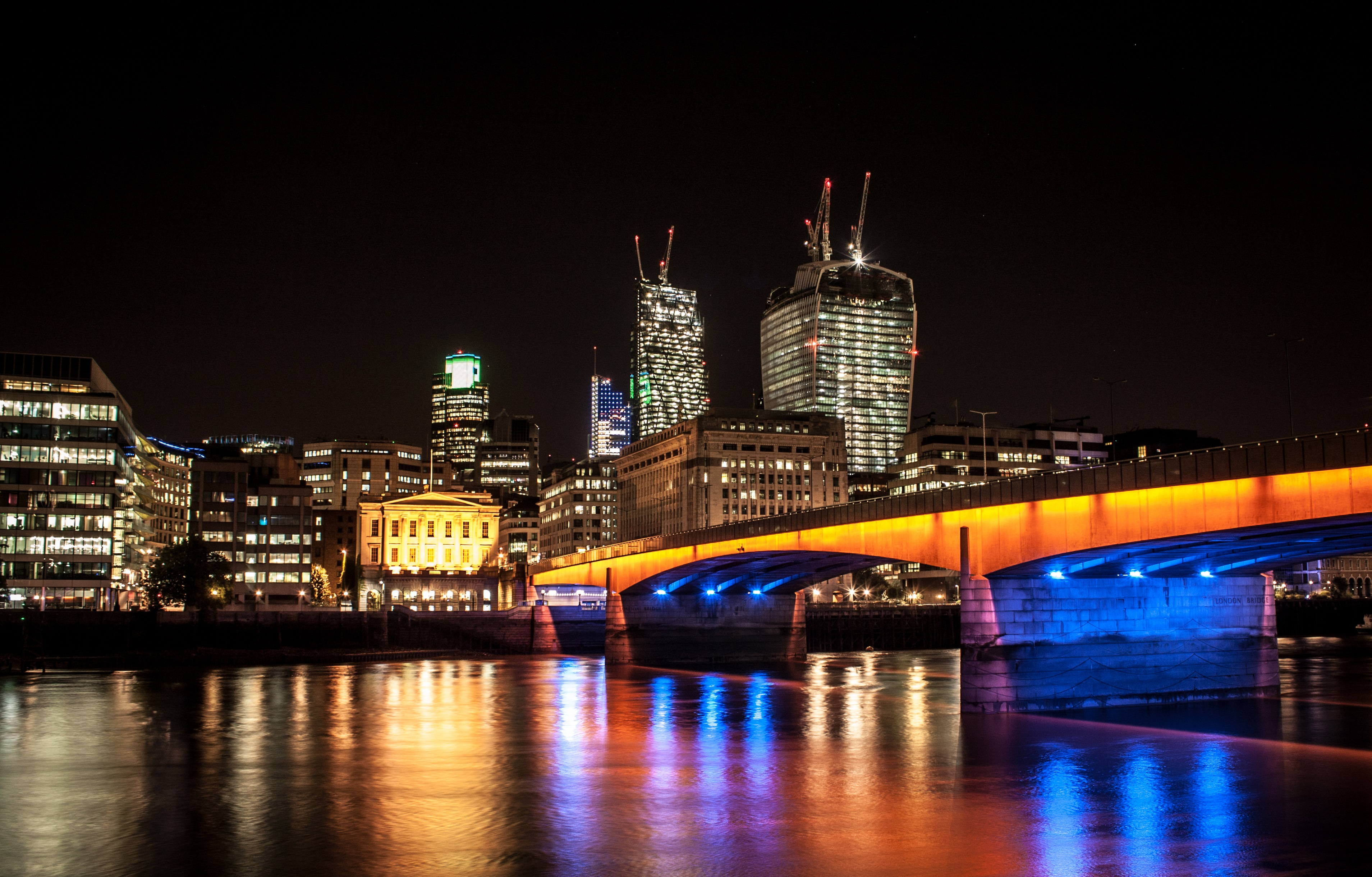
London Bridge bei Nacht (2013)

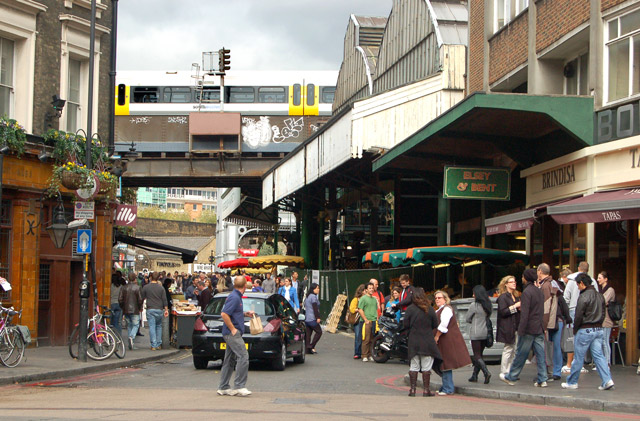
Stoney Street, Borough, wo die Messerattacken stattfanden (2009)

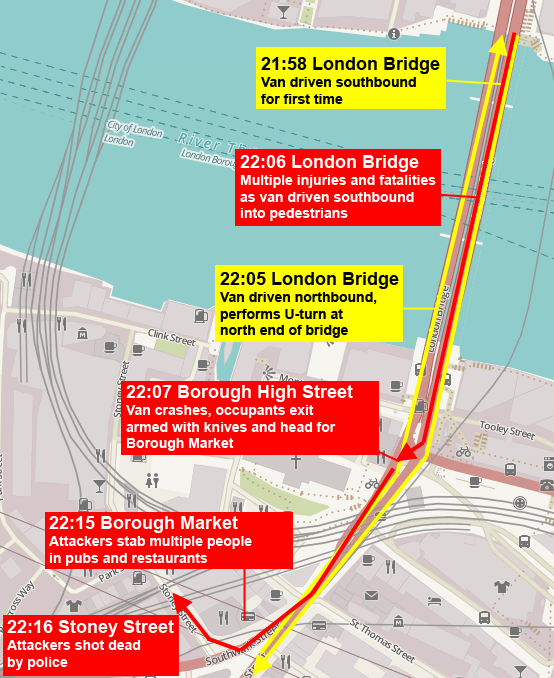
Karte der Anschlagsorte

Beim Terroranschlag in London am 3. Juni 2017 töteten drei islamistische Terroristen mit einem Lieferwagen drei Fußgänger auf der London Bridge über die Themse. Anschließend erstachen sie in einem nahe gelegenen Marktviertel mit langen Messern fünf Menschen und verletzten insgesamt 48 Personen (Borough Market). Das Tatgeschehen wurde durch Polizisten beendet, die die Täter erschossen. In der englischen Presse wird die Tat nach dem Tatort auch London Bridge Attack genannt.

## Ablauf
Der Fahrer eines Lieferwagens fuhr um 21:58 Britischer Sommerzeit auf der London Bridge auf den Gehweg und erfasste dort fünf oder sechs Fußgänger. Danach fuhren die Insassen des Lieferwagens, drei Männer, zum nahegelegenen Borough Market, stiegen aus und stachen wahllos mit Messern auf Menschen ein. Drei Opfern wurde laut Augenzeugenberichten die Kehle durchgeschnitten. Die Angreifer töteten insgesamt acht und verletzten mindestens 48 Menschen teilweise schwer, darunter einen Polizisten. Die Attentäter sollen „Dies ist für Allah“ und „Islam, Islam“ gerufen haben.
Die Metropolitan Police löste einen Großeinsatz mit bewaffneten Polizisten und Rettungsdiensten aus. SAS-Soldaten wurden mit einem Militär-Hubschrauber auf die London Bridge eingeflogen. Die Brücke wurde komplett abgeriegelt. Die Polizei forderte per Twitter die Menschen in den betroffenen Gebieten auf, sich an einen sicheren Ort zu begeben, ihre Handys auf lautlos zu stellen und sich zu verstecken.
Der 47-jährige Roy Larner, ein Fan des Londoner Fußballvereins FC Millwall, stellte sich in einem Pub am Borough Market den Angreifern entgegen und vertrieb sie gewaltsam aus der Kneipe. Den „Islam, Islam“-Rufen der Attentäter entgegnete er: „Fuck you, I’m Millwall!“ (deutsch: „Fickt euch, ich bin Millwall!“). Während er anderen Gästen so die Flucht ermöglichte, wurde er selbst durch acht Machetenhiebe verletzt. Schließlich ließen die Angreifer von ihm ab und rannten aus dem Pub. Larner musste später im Krankenhaus operiert werden und wurde im ganzen Land für seinen Mut gefeiert.
Acht Minuten nach der Alarmierung erschoss die Polizei die drei Attentäter, wenige Augenblicke nachdem sie den Pub verlassen hatten. Die Täter trugen Attrappen von Sprengstoffwesten.
Zahlreiche Bewohner und Geschäfte boten Einwohnern und Touristen, die aufgrund der Sperrung nicht nach Hause oder zurück in ihr Hotel konnten, eine Möglichkeit zur Übernachtung an. Mit dem Hashtag #SofaForLondon wurde auf Twitter über Schlafplätze am Südufer der Themse informiert.

## Opfer
| Nationalität           | Tote | Verletzte | Beleg  |
| ---------------------- | ---- | --------- | ------ |
| Frankreich             | 3    | 8         | [ 17 ] |
| Australien             | 2    | 2         | [ 18 ] |
| Vereinigtes Königreich | 1    | 6         | [ 16 ] |
| Spanien                | 1    | 1         | [ 19 ] |
| Kanada                 | 1    | 0         | [ 20 ] |
| Deutschland            | 0    | 2         | [ 21 ] |
| Neuseeland             | 0    | 2         | [ 16 ] |
| Griechenland           | 0    | 1         | [ 22 ] |
| Unbekannt              | 0    | 26        |        |
| Summe                  | 8    | 48        |        |

Drei Tage nach dem Anschlag wurde die Leiche eines seit dem Anschlag vermissten achten Opfers aus der Themse geborgen.

## Ermittlungen und Täter
Die Metropolitan Police ging wenige Stunden nach den Vorfällen von Terroranschlägen aus. Ein weiterer Vorfall am selben Abend, eine Messerstecherei im Londoner Stadtteil Vauxhall, stand nach Polizeiangaben damit nicht in Zusammenhang.
Am 4. Juni nahm die Polizei nach einer Razzia zwölf Personen fest, darunter vier Frauen. Alle Festgenommenen wurden am nächsten Tag wieder freigelassen.
Die Terrororganisation Islamischer Staat (IS) bekannte sich über die IS-nahe Propagandaplattform Amaq am 4. Juni 2017 zu dem Anschlag.
Am 5. Juni 2017 veröffentlichte die Polizei Namen und Fotos von zwei der drei Attentäter. Demnach handelte es sich um den in Pakistan geborenen 27-jährigen Briten Khuram Shazad Butt und den 30-jährigen Rachid Redouane. Beide wohnten im Ostlondoner Bezirk London Borough of Barking and Dagenham. Am 6. Juni wurde der Name des dritten Attentäters bekannt gemacht. Der 22-jährige Youssef Zaghba besaß die italienische und die marokkanische Staatsbürgerschaft.

### Khuram Shazad Butt
Khuram Shazad Butt sei dem Inlandsgeheimdienst MI5 und der Polizei bekannt gewesen, es habe aber keine Geheimdienst-Informationen gegeben, dass er einen Anschlag geplant habe. Scotland Yard sagte, im Jahr 2015 sei eine Ermittlung gegen Butt eingeleitet worden; da es keine Hinweise auf einen Anschlag gegeben habe, sei die Ermittlung herabgestuft worden. Butt erschien in dem Fernsehdokumentarfilm Der Dschihad wohnt nebenan des Senders Channel 4 aus dem Jahr 2016 über britische Extremisten. Im Film wurde seine Teilnahme an Veranstaltungen mit zwei berüchtigten islamischen Predigern dokumentiert. Khuram Butt äußerte, er habe „versucht, nach Syrien zu gehen“. Als Teil eines jahrelangen Undercover-Dokumentarfilms, der im Januar 2017 ausgestrahlt wurde, wurde Butt bei einer Veranstaltung gezeigt, in der gewarnt wurde, dass die „Scharia nach Großbritannien kommt“ und dass die schwarze Flagge des Islam über der Downing Street wehen wird.

### Rachid Redouane
Rachid Redouane (* 31. Juli 1986 in Marokko) gab sich wahlweise als Marokkaner oder Libyer aus. Der Sohn des Libyers Lahcen Redouane und dessen Frau Kabboura Waraq benutzte auch den Namen „Rachid Elkhdar“ (mit einem anderen Geburtsdatum – * 31. Juli 1991) oder auch den Namen „Rachid al-Magrabi“. 
Er arbeitete als Konditor und lebte bis kurz vor der Tat in Dublin. Er war rund fünf Jahre davor in die irische Hauptstadt gezogen und war den Behörden vor dem Anschlag nicht bekannt. Der 30-Jährige wurde durch eine Karte der irischen Einwanderungsbehörde identifiziert, die bei seiner Leiche gefunden wurde. Redouane lebte zeitweise in einem Hochhaus in Dagenham im Osten von London – nicht weit von der Wohnung seines Mitattentäters Khuram Butt in Barking.

### Youssef Zaghba
Der dritte Attentäter war Youssef Zaghba (* 26. Januar 1995 in Fès, Marokko), Sohn des Marokkaners Mohammed Zaghba und der Italienerin Valeria Collina, die bei ihrer Heirat in den 1990er Jahren zum Islam konvertiert war.
Zaghbas Eltern lebten in Marokko, bis sich das Paar 2015 trennte, scheiden ließ
und die Mutter wieder nach Italien (Bologna) zurückkehrte. 
Youssef Zaghba blieb bis Januar 2016 bei seinem Vater Mohammed in Marokko, besuchte aber in regelmäßigen Abständen seine Mutter in Italien. 
Nach einem Streit mit seinem Vater zog Zaghba zunächst zu seiner Mutter nach Bologna, reiste bald danach nach England und arbeitete dort in einem pakistanischen Restaurant. In regelmäßigen Abständen besuchte er seine Mutter in Bologna.
Am 15. März 2016 wurde Zaghba auf dem Flughafen von Bologna festgenommen. Bei seiner Kontrolle war aufgefallen, dass er nur ein Hinflug-Ticket für die Türkei hatte, kein Gepäck und auch keinerlei Bargeld bei sich hatte. Nach den Gründen seiner Reise gefragt, hatte er geantwortet: „Ich will Terrorist werden.“ Folglich verdächtigte man ihn, sich der Terrormiliz „Islamischer Staat“ (IS) in Syrien anschließen zu wollen. Bei der dann folgenden Untersuchung seines Smartphones, seiner SIM-Karten sowie seines Computers (im Haus seiner Mutter) wurden aber lediglich einige Videos mit religiösem Inhalt sowie das Foto einer IS-Fahne entdeckt, die Zaghba von fundamentalistischen Websites heruntergeladen hatte. Er wurde den Behörden in Bologna überstellt, die ein Ermittlungsverfahren wegen des Verdachts des Terrorismus gegen ihn eröffneten. Im April 2016 wurde das Verfahren jedoch eingestellt, weil die Indizien für Verbindungen zur IS-Terrormiliz nicht für eine Anklage ausreichten. Den Sicherheitsbehörden wurde zugleich untersagt, seine Kontaktdaten zu speichern, so dass diese verloren gingen.
Seitdem stand sein Name aber in den Listen der gefährlichen Personen (Gefährder). Aus Italien abschieben konnte man Zaghba nicht, weil er Inhaber eines italienischen Passes war (italienische Staatsangehörigkeit besaß), was ihm weiterhin völlig freies Reisen im Schengen-Raum ermöglichte.
Nach Zaghbas Festnahme am Flughafen in Bologna leitete der italienische Inlandsgeheimdienst seine Informationen an einen Verbindungsoffizier des britischen Auslandsgeheimdienstes (MI6), der solche Informationen (normalerweise) an den britischen Inlandsgeheimdienst (MI5) weitergibt.
Diese Warnung an die britischen Behörden war – laut italienischen Sicherheitsbehörden – eher eine routinemäßige Information über einen potenziell Verdächtigen und keine Warnung vor einer unmittelbar bevorstehenden Anschlagsgefahr.
Von der Polizei in Bologna wurden Informationen über Zaghba auch ins Schengener Informationssystem (SIS) eingefügt.
Der Staatsanwalt von Bologna, Giuseppe Amato, erklärte, dass Zaghba den britischen Ermittlern als mögliche Verdachtsperson gemeldet worden war. „In eineinhalb Jahren hat er [nicht mehr als] zehn Tage in Italien verbracht und stand [dann] stets unter Polizeibeobachtung. Wir haben alles getan, was wir tun konnten.“
Londons Metropolitan Police Service hingegen erklärte, dass Zaghba für sie in der Zeit vor dem Anschlag nicht interessant gewesen sei.

## Zusammenhang
Nach den Terroranschlägen in London am 22. März 2017 und in Manchester am 22. Mai 2017 war dies der dritte in Großbritannien innerhalb von 73 Tagen. Zu allen drei Anschlägen bekannte sich die Terrormiliz IS.
Der Anschlag wurde wenige Tage vor der Unterhauswahl am 8. Juni 2017 verübt. Alle politischen Parteien bis auf die UKIP unterbrachen ihren Wahlkampf aus Respekt vor den Opfern für einen Tag. UKIP weigerte sich, da die britische Demokratie lahmzulegen das sei, was die Extremisten wollten („because disrupting our democracy is what the extremists want“).
Der Tag des Anschlags (ein Samstag) fiel auf den Vorabend des hohen christlichen Festes Pfingsten. Zugleich lag der Tag im islamischen Fastenmonat Ramadan. Die Terrororganisation IS hatte zum Ramadan zu erhöhter terroristischer Aktivität aufgefordert.

## Reaktionen
- Nach dem Anschlag rief Premierministerin Theresa May das Sicherheitskabinett zu einer Sitzung zusammen.[54] Sicherheitsvorkehrungen für das Solidaritätskonzert One Love Manchester am 4. Juni 2017 in Manchester wurden erhöht.[55] Mays Reaktion wurde von Beobachtern als autoritärer und drastischer gewertet als bei den vorangehenden Terroranschlägen: Sie sprach von „viel zu viel Toleranz für Extremismus“ innerhalb der britischen Gesellschaft und kündigte an, die Internetkommunikation und „safe spaces“ stärker zu überwachen.[56]
- Der Londoner Bürgermeister Sadiq Khan sagte: „Sie hassen, dass wir am Samstagabend ausgehen. […] Sie hassen es, dass wir eine Unterhauswahl abhalten.“[57][58]
- Viele Muslime, insbesondere die Dachverbände Muslim Association of Britain und Muslim Council of Britain, drückten ihr Entsetzen und Mitgefühl aus, verurteilten die Anschläge als Respektlosigkeit gegen Leben und Glauben und riefen dazu auf, sich nicht von Hass und Furcht auseinandertreiben zu lassen, sondern gegen den Terror zu kämpfen.[59] Mehr als 130 britische Imame und muslimische Religionsführer aus verschiedenen Strömungen des Islam verweigerten den Attentätern das Totengebet Salat al-Janaaza, in dem um Vergebung der Sünden der Verstorbenen und deren Eintritt in das Paradies gebetet wird. Auch andere Muslime und religiöse Autoritäten wurden aufgefordert, diesem Beispiel zu folgen und für die Täter dieses Totengebet nicht zu sprechen.[60]
- Politiker aus dem In- und Ausland äußerten Entsetzen und Solidarität.[61] Kritik zog US-Präsident Donald Trump auf sich, weil er anlässlich des Anschlags über die Notwendigkeit eines US-Einreisestopps für Bürger aus sechs mehrheitlich muslimischen Staaten twitterte sowie anschließend den Londoner Bürgermeister wegen dessen Aussage kritisierte, es gebe „keinen Grund, alarmiert zu sein“, die Trump aus dem Zusammenhang (gemeint war die erhöhte Polizeipräsenz) gerissen hatte.[62][63] Trump reagierte auf die Kritik, indem er dem Bürgermeister eine „armselige Ausrede“ vorwarf.[64]

## Sonstiges
Am 10. Juni 2017 wurde bekannt, dass die Attentäter versucht hatten, online einen 7,5-Tonnen-LKW für ihre Tat zu mieten. Sie seien an der Zahlungsabwicklung gescheitert.